# Pyxis planicauda
Pyxis planicauda, mais comumente conhecida como tartaruga de cauda chata, e tartaruga de cauda chata de Madagascar, é uma tartaruga que pertence à família Testudinidae. Os vários nomes comuns para esta pequena tartaruga geralmente se referem à natureza visivelmente achatada de sua concha superior oblonga ou de sua cauda.
A tartaruga é endêmica na costa oeste de Madagascar, entre os rios Monrondava e Tsiribihina. Devido às especificações de seu habitat, a tartaruga-aranha de dorso plano é classificada como criticamente ameaçada de extinção na Lista Vermelha da IUCN.